# Hyalomyzus jussiaeae
Hyalomyzus jussiaeae är en insektsart som beskrevs av Smith, C.F. 1960. Hyalomyzus jussiaeae ingår i släktet Hyalomyzus och familjen långrörsbladlöss. Inga underarter finns listade i Catalogue of Life.